# بحث کافیه
حرف کافیه فیلم کمدی آمریکایی به کارگردانی نیکول هلوفسنر است که در تاریخ ۱۸ سپتامبر ۲۰۱۳ منتشر شد.

## خلاصه داستان
زنی مطلّقه تصمیم می‌گیرد به دنبال کسی بگردد تا به او علاقه‌مند شدن را یاد بدهد. در این میان، او با شوهر سابق دوست خود آشنا می‌شود و….

## بازیگران
- جولیا لوئی-درایفوس
- جیمز گاندولفینی
- تونی کولت
- کتلین رز پرکینز
- راب مایز